# Горшиха (племзавод-колхоз)
«Горшиха» — СПК (колхоз-племзавод) в селе Медягино Ярославского района Ярославской области, в советское время известный своими достижениями.
Занимается разведением крупного рогатого племенного скота ярославской породы и производством говядины, телятины и молока; а также выращиванием зерновых и зернобобовых культур, картофеля, столовых корнеплодных и клубнеплодных культур.
Около 250 работников. Председатель — Николай Владимирович Иванов. Главный зоотехник — Галина Николаевна Корсакова.

## Советская история
Колхоз «Горшиха» появился в деревне Чакарово Ярославского района в феврале 1930 года в рамках массовой коллективизации. Организатором его стал местный уроженец рабочий-двадцатитысячник Урочского вагоноремонтного завода Ф. А. Щукин. В связи с нехваткой колхозной земли осушили давшее название колхозу болото Горша (Горшее), в результате чего площади увеличились до 200 гектаров. Закупили племенной скот, построили молочную ферму. Но первые надои составили всего 1100 л молока с коровы в год.
Под культурные сеяные пастбища освоено в 1936 году 16 га, в 1937 году — 16,5 га, в 1938 и 1939 годах — по 26 га кустарников и других малоурожайных полубросовых земель. Ещё 53,6 га из-под кустарников освоено под пашню.
В 1936 году надой с коровы составил уже 2628 л молока в год. В 1939 году молочная ферма колхоза и корова Вильна стали победителями на Всесоюзной сельскохозяйственной выставке. Колхоз, обеспечивший в 1938 году урожай зерновых по 14 ц с га и надой молока на корову по 3815 кг, наградили орденом «Знак Почёта» и премией. В 1938 году в колхозе имелось 73 головы скота, в том числе 35 фуражных коров. В 1940 году была организована птицефабрика, в которой содержалось 160 кур; ежедневно хозяйство получало 130—140 яиц.
В 1937 году руководство колхозом «Горшиха» принял у Ф. А. Щукина местный житель Илья Иванович Абросимов. На годы его председательства, закончившегося в 1954 году, пришлась Великая Отечественная война. Помимо обычной работы, осложнённой отсутствием мужчин и всякой механизации, колхозники строили оборонительные сооружения и дороги, участвовали в лесозаготовках. «Горшиха», увеличив посевы на 190 гектаров, выступила инициатором движения по засеву сверхплановых земель в Фонд обороны; кроме того колхоз собрал в него немалую сумму в 200 тысяч рублей.
Несмотря на тяготы и лишения вызванные войной, колхоз продолжил развиваться. Посевная площадь увеличилась на 191 гектар; яровой клин вырос почти в 10 раз по сравнению с довоенным, площади под корнеплодами — с 2-3 до 30 га, прибавилось скота и лошадей, появились новые сельхозмашины. Вместо старого сарая с 15 коровами был построен просторный коровник на 10 групп по 8 коров в каждой; также были построены 3 каменных овощехранилища, баня, дом сельсовета, механическая мельница, кирпичный завод, сапоговаляльная мастерская. Продолжала вестись, хотя и на низком уровне, работа по повышению продуктивности молочного стада. С конца войны стала улучшаться кормовая база: высококачественное сено, силос, выделенное благодаря устойчивым урожаям зерновых культур на фураж необходимое количество концентратов, весомые урожаи корнеплодов. Это позволило начать внедрение сбалансированных рационов кормления. Урожайность с 100 ц с га выросла до 500. В 1945 году завершена электрификация колхоза. Электроэнергия подана во все 332 дома колхозников, в клуб, школы, медпункт, в контору, на молотильные тока. Освещены все животноводческие помещения — 10 конюшен, 3 скотных двора, 3 телятника, свинарник, овчарня, кормоприготовительное отделение, пункты приёма молока, насосные установки. Все дома членов артели были радиофицированы.
В послевоенные годы помимо внедрения индивидуального кормления всё шире применялись передовые приёмы и методы ведения животноводства. Коров старались кормить по зоотехническим правилам. Использовался «зелёный конвейер»: летом коров кормили на дворе, новотельных и высокоудойных — до 8 раз в сутки. Использовались посеянные в разные сроки горохо‑овсяная и вико‑овсяная смеси, клевер, отава. На зиму запаривали солому, сдабривая её корнеплодами и концентратами. Одновременно велся отбор лучших животных, формировался ремонтный молодняк, получалось всё более высокоудойное стадо.
В 1947 году в среднем от каждой из ста коров колхоз получил по 3197 кг молока, а коллектив Медягинской фермы — по 3877 кг. Это были рекордные показатели, но на следующий год они стали ещё больше — в среднем от коровы было получено 4,25 тысяч кг молока. В конце 1940-х годов надои некоторых групп превысили 5 тысяч литров в год. Указом Президиума Верховного Совета СССР от 11 июня 1949 года председателю, главному зоотехнику, заведующему фермой и трём дояркам было присвоено звание Героя Социалистического Труда. В последующие годы этого звания были удостоены ещё одна доярка и главный зоотехник.
В 1957 году председателем стал сын Ильи Ивановича Абросимова — Николай Ильич. Был введён хозрасчёт. Выполнялось до полутора планов в год, причём с малыми затратами. Хозяйство стало высокорентабельным. Находили решение социальные проблемы. В центре Медягино появились школа, торговый центр, дом культуры, машинный двор, животноводческий комплекс, современное жильё с водопроводом и газом.
В 1959 году в колхоз был приглашён опытный зоотехник Иван Егорович Жариков, возобновивший работу по преобразованию молочного животноводства «Горшихи». В 1962 году колхоз участвовал в международной Лейпцигской ярмарке; корова ярославской породы по кличке Правда получила диплом 1-й степени и Большую золотую медаль. С 1970 года колхоз утверждён как племенной завод. В 1970-х годах коровы ярославской породы из стада «Горшихи» признали лучшими по результатам конкурсной проверки Министерства сельского хозяйства.
Особенно успешны были годы IX пятилетки (1971—1975): урожай зерновых культур до 40 ц с га, надои свыше 5 тысяч кг молока от коровы, одни из самых высоких в области суточные привесы бычков, вес 10-12-месячных животных достигал 300—320 кг. За досрочное выполнение заданий колхозу было присуждено Красное знамя ЦК КПСС, Совета Министров СССР, ВЦСПС и ЦК ВЛКСМ, он был награждён памятным знаком «За трудовую доблесть в девятой пятилетке».
В отдельные годы сельхозпредприятие продавало по 200 голов скота. Племзавод был постоянным участником ежегодных сельскохозяйственных выставок на ВДНХ.

## Современная история
В 2002 году годовой надой с коровы составил 5533 кг, урожай картофеля — 168 центнеров с га.
В 2005 году племзавод-колхоз возглавил Николай Владимирович Иванов, сменив на должности председателя Василия Викторовича Тамарова, руководившего сельхозпредприятием 20 лет.
В 2005 году средний надой составил 5,5 тысяч кг молока на фуражную корову — третий показатель в области; урожай картофеля — 166 ц/га, овощей — 417 ц/га. Продуктивность коров за 2006 год составила 6135 кг молока с содержанием жира 4,32 %, белка — 3,44 %.
В 2006 году недвижимость колхоза оценивалась в 8 млн рублей, скот — в 20 млн, имелось 1100 голов скота, из которых 440 — дойное стадо. Половина животных находилась в залоге. К этому времени построенные более полувека назад фермы стали приходить в полную негодность. В связи с очень низкой и несвоевременно выплачиваемой зарплатой ощущается нехватка работников. В этом году администрация Ярославского района приняла на баланс ЖКХ колхоза (14 домов, газовая котельная и др.). Продолжал использоваться только скот собственной селекции ярославской породы, к этому критически относились в некоторых других предприятиях района, считая её устаревшей, согласно другой точке зрения ярославская порода остаётся конкурентоспособной, более того уникальное стадо «Горшихи» является национальным достоянием России.
В 2008 году предприятие числилось среди успешных; стало одним из победителей конкурса «Лучшие предприятия Ярославской области» в номинации «За наиболее высокую финансовую эффективность». С 2007 года стал осуществляться переход на безвыпасную систему. В колхозе поддерживается 6 веток ярославской породы коров, хотя и обладающей более низкими надоями, чем иностранные породы, но зато производящей молоко большей жирности (4 %), — это единственное в области стадо, полностью состоящее из российских животных. Однако проблемы оставались — трудности с вывозом навоза, нехватка опилок, состояние помещений; из 5 коровников действовало только 3, причём построенных полвека назад.
К весне 2009 года в колхозе имелось 440 коров ярославской породы, уже третий год подряд дававших более 6000 кг молока (в 2008 году — 6459 кг, четвёртое место в Ярославском районе). Выручка достигла 40 млн рублей в год, с 2005 года увеличившись вдвое. Средняя зарплата за это время увеличилась в 2,5 раза, составив 10 тысяч рублей. Ведутся ремонт и оборудование скотных дворов машинами и механизмами. В рацион кормления скота введены витаминные добавки и патока. Построен телятник. Приобретены трактор с оборотным плугом и прицепом и картофельный комбайн. Однако у племзавода-колхоза остаются финансовые трудности.
Племзавод является постоянным участником выставок «Золотая осень» во Всероссийском выставочном центре, не раз были получены дипломы и золотые медали. Например, чистопородная корова Милька посещала ВВЦ 2 раза и была награждена золотой медалью за надой 8024 кг и содержание жира 4,17 % и белка 3,26 %.

## Награждённые работники
Герой Социалистического Труда
- 1949 — Абросимов Илья Иванович, председатель[11]
- 1949 — Абросимова Ольга Ивановна, доярка[6]
- 1949 — Лагузова (Смирнова) Зинаида Евграфовна, доярка[12]
- 1949 — Малышев Александр Георгиевич, заведующий Медягинской фермой[12]
- 1949 — Сергеева (Митрофанова) Ольга Петровна, доярка[28]
- 1949 — Скорнякова Мария Ивановна, главный зоотехник[12]
- 1965 — Жариков Иван Егорович, главный зоотехник[12]
- 1971 — Крючкова Анна Ивановна, доярка[12]

Орден Ленина
- Абросимов Николай Ильич — дважды, председатель[11]
- все Герои Социалистического Труда[11]

Орден Трудового Красного Знамени
- 1948 — Абросимова Ольга Ивановна, доярка[12]
- 1948 — Лагузова Зинаида Евграфовна, доярка[12]
- Абросимов Николай Ильич, председатель[11]
- Крючкова Анна Ивановна, доярка[12]
- Скорнякова Мария Ивановна, главный зоотехник[12]

всего 18 кавалеров
Орден Октябрьской Революции
3 кавалера
Заслуженный зоотехник РСФСР
- Жариков Иван Егорович, главный зоотехник[12]

Заслуженный работник сельского хозяйства РСФСР
2 человека
Заслуженный агроном Российской Федерации
- 1998 — Горбунов Николай Алексеевич, главный агроном[29]

Заслуженный зоотехник Российской Федерации
- 1998 — Аксененков Николай Николаевич, главный зоотехник[29]

Заслуженный механизатор сельского хозяйства Российской Федерации
- 1998 — Хрящев Валерий Алексеевич, бригадир тракторной бригады[29]

Заслуженный работник сельского хозяйства Российской Федерации
- 1997 — Абрамова Людмила Ивановна, оператор машинного доения[30]
- 1997 — Колобова Галина Александровна, оператор машинного доения[30]
- 1997 — Тамаров Виктор Васильевич, председатель[30]
- 1998 — Еремеева Лидия Алексеевна, доярка[29]
- 1998 — Крючкова Капитолина Михайловна, доярка[29]
- 1998 — Судакова Галина Геннадьевна, доярка[29]
- Аксененков Николай[15]

Заслуженный экономист Российской Федерации
- 1999 — Ефремова Людмила Сергеевна, главный экономист[31]